# Pořešínská pahorkatina
Pořešínská pahorkatina je geomorfologický podokrsek v severní části Soběnovské vrchoviny, která náleží k Novohradskému podhůří.
Podle staršího geomorfologického členění Česka byla Pořešínská pahorkatina geomorfologickým okrskem. Novější členění ji jako podokrsek zařadilo do nově vymezeného okrsku Kohoutská pahorkatina.
Jedná se o plochou pahorkatinu rozčleněnou hluboce zaříznutými údolímí Malše a Černé. Na Malši je řada zaklesnutých meandrů. Geologické podloží je na jihu tvořeno převážně žulami a cordieritickými rulami, zatímco na severu převažují svory a svorové ruly. Své jméno pahorkatina získala podle středověkého hradu Pořešín nad Malší.

## Významné vrcholy
- Chlumská hora 656 m
- Stráž 630 m
- Slabošovka 624 m
- Todeňská hora 608 m